# Fenesta ca lucive
Fenesta ca lucive è una canzone napoletana, pubblicata nel 1842 dalle edizioni Girard come opera di Guglielmo Cottrau, noto editore di melodie napoletane, e Vincenzo Bellini  per la musica, e di Giulio Genoino per il testo, e ripubblicata nel 1854 con l'arricchimento di due strofe dall'editore Mariano Paolella.
La canzone, che la tradizione orale vorrebbe ricavata da una melodia napoletana seicentesca risalente all'epoca di Masaniello, si ispirerebbe ad una poesia cinquecentesca del poeta siciliano Matteo di Ganci, incentrata sul tragico assassinio della nobildonna Laura Lanza di Trabia, meglio conosciuta come la baronessa di Carini a seguito del matrimonio contratto col barone Vincenzo II La Grua-Talamanca, e del suo amante (cugino del marito).
La canzone è nella colonna sonora dei film Accattone, Il Decameron e I racconti di Canterbury di Pier Paolo Pasolini.
Vi è traccia della canzone anche nel film L'oro di Napoli, nell'episodio in cui si vede Vittorio De Sica nei panni di un nobile partenopeo, pervaso dal demone del gioco, il quale, pur di soddisfare la sua astinenza, gioca a carte con il figlio del portiere del suo palazzo e proprio durante una partita a carte, canta questa canzone.